# Calymmaria minuta
Calymmaria minuta là một loài nhện trong họ Hahniidae.
Loài này thuộc chi Calymmaria. Calymmaria minuta được miêu tả năm 2004 bởi Heiss & Draney.